# Christopher Cairns
Christopher Cairns, född den 21 juni 1957, är en australisk seglare.
Han tog OS-brons i tornado i samband med de olympiska seglingstävlingarna 1984 i Los Angeles.